# Cerkiew Ikony Matki Bożej „Wszystkich Strapionych Radość” w Druskienikach
Cerkiew Ikony Matki Bożej „Wszystkich Strapionych Radość” – drewniana parafialna cerkiew prawosławna w Druskienikach, wzniesiona w 1865.

## Historia
Pierwsza cerkiew prawosławna w Druskienikach powstała w 1865 z inicjatywy wicegubernatora Grodna Jakowa Rożnowa, na potrzeby przyjeżdżających do miasteczka kuracjuszy. Ikonostas dla świątyni ufundowała Jekatierina Kutuzowa, wnuczka Michaiła Kutuzowa. Do 1895 przy cerkwi istniała szkoła.
Po zajęciu Druskienik przez Armię Czerwoną cerkiew została czasowo zamknięta, jej ponowne otwarcie nastąpiło dopiero w 1947, kiedy została zarejestrowana jako siedziba parafii liczącej 350 wiernych. W latach 1957 i 1978 obiekt był remontowany.

## Architektura

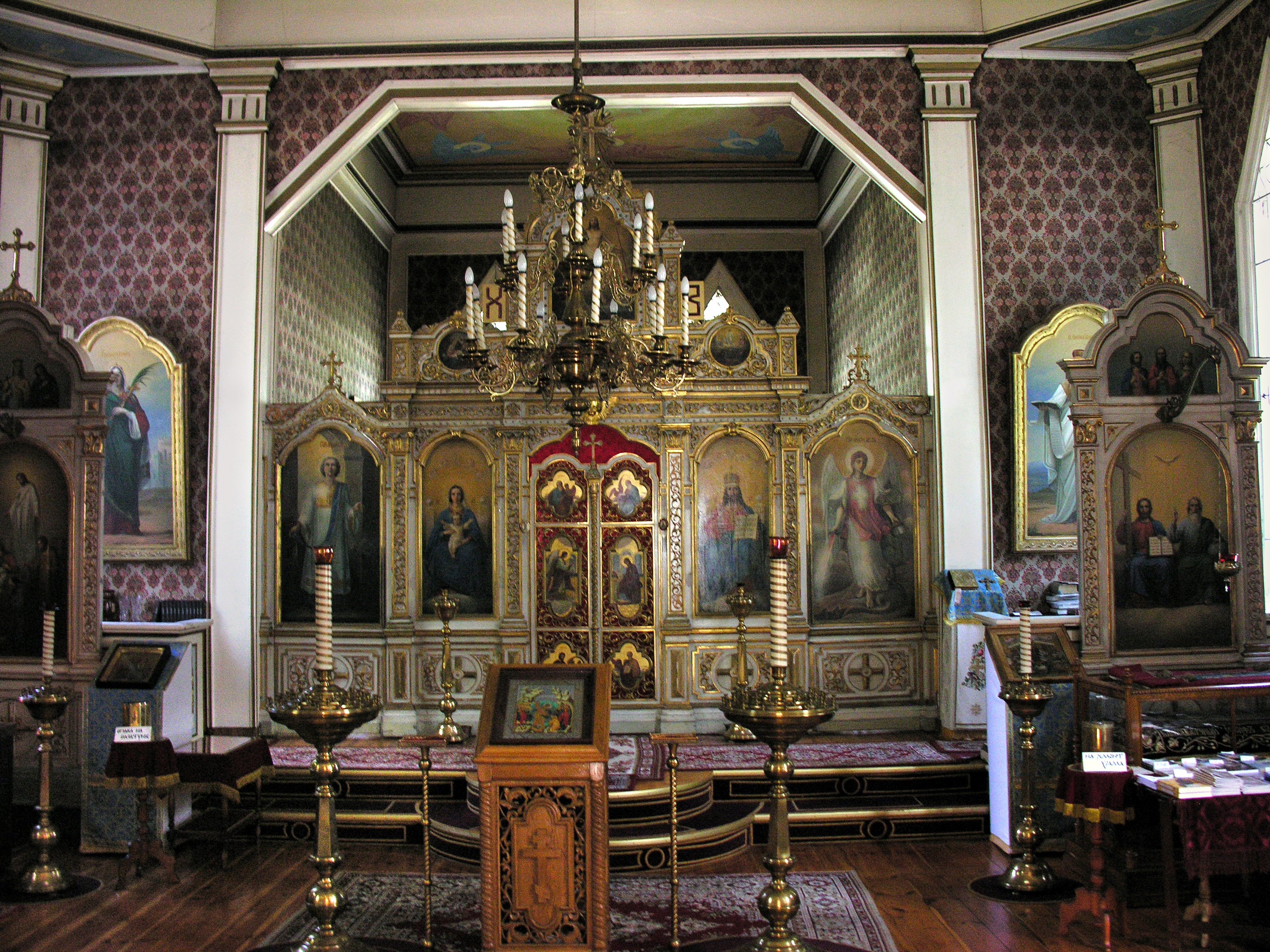
Wnętrze cerkwi

Drewniana, malowana na niebiesko i biało niewielka cerkiew posiada cztery kopuły oraz wkomponowaną w całość dzwonnicę zwieńczoną mniejszą kopułką na hełmie. Jest bogato dekorowana motywami oślich grzbietów oraz doryckimi pilastrami symetrycznie rozmieszczonymi wokół okien i drzwi. Każde okno jest dodatkowo obramowane. Do cerkwi prowadzi troje drzwi, każde z namalowanym czarnym krzyżem. Przedsionek i pomieszczenie ołtarzowe nie są wyraźnie wyodrębnione.
We wnętrzu zachował się oryginalny ikonostas oraz dekoracja malarska: jasnoczerwone ściany, wizerunek Matki Bożej na suficie cerkwi. Poza ołtarzem głównym cerkiew posiada dwa ołtarze boczne.